# Gadsden (Alabama)
Gadsden és una població dels Estats Units a l'estat d'Alabama. Segons el cens del 2006 tenia 37.291 habitants.

## Demografia
Segons el cens del 2000, Gadsden tenia 38.978 habitants, 16.456 habitatges, i 10.252 famílies. La densitat de població era de 418,4 habitants/km².
Dels 16.456 habitatges en un 24,9% hi vivien nens de menys de 18 anys, en un 40,5% hi vivien parelles casades, en un 18,1% dones solteres, i en un 37,7% no eren unitats familiars. En el 33,9% dels habitatges hi vivien persones soles el 16,9% de les quals corresponia a persones de 65 anys o més que vivien soles. El nombre mitjà de persones vivint en cada habitatge era de 2,28 i el nombre mitjà de persones que vivien en cada família era de 2,91.
Per edats la població es repartia de la següent manera: un 23% tenia menys de 18 anys, un 9,5% entre 18 i 24, un 25,3% entre 25 i 44, un 22% de 45 a 60 i un 20,1% 65 anys o més.
L'edat mediana era de 39 anys. Per cada 100 dones hi havia 85,2 homes. Per cada 100 dones de 18 o més anys hi havia 80,1 homes.
La renda mediana per habitatge era de 24.823 $ i la renda mediana per família de 31.740 $. Els homes tenien una renda mediana de 29.400 $ mentre que les dones 19.840 $. La renda per capita de la població era de 15.610 $. Aproximadament el 18,1% de les famílies i el 22,9% de la població estaven per davall del llindar de pobresa.